# Bogense
Bogense é um município da Dinamarca, localizado na região central, no condado de Fiónia.
O município tem uma área de 102 km² e uma  população de 6 387 habitantes, segundo o censo de 2004.